# Francisco Silva
Francisco Andrés Silva Gajardo, född 11 februari 1986 i Quillota, Chile, är en chilensk fotbollsspelare som spelar som mittfältare för den mexikanska klubben Cruz Azul.
Silva spelar även för Chiles fotbollslandslag.

## Meriter

### Universidad Católica
- Primera División de Chile: 2010
- Copa Chile: 2011

### Club Brugge
- Belgiska cupen: 2014–15

### Chile
- Copa América: 2015, 2016